# Zeta Mensae
Zeta Mensae (40 Mensae) é uma estrela na direção da constelação de Mensa. Possui uma ascensão reta de 06h 40m 02.91s e uma declinação de −80° 48′ 49.4″. Sua magnitude aparente é igual a 5.61. Considerando sua distância de 404 anos-luz em relação à Terra, sua magnitude absoluta é igual a 0.14. Pertence à classe espectral A5III.